# Décret d'application
En France, le décret d'application constitue une étape du processus législatif, il précise les modalités d'application d'une loi. Les décrets d'application sont publiés au Journal officiel.

## Histoire
On trouve des décrets d'application dès 1791.

## Modalités
La plupart des lois, adoptées par le législateur, promulguées par le président de la République et publiées au Journal officiel, comportent à la fin du texte législatif un article incluant une disposition du type : « les modalités d'application de la présente loi seront précisées par un décret en Conseil d'État ».
Il arrive toutefois qu'une loi ou une disposition législative ne soit jamais mise en œuvre, faute de décret d'application. Le Conseil d'État juge pourtant, au moins depuis 1951, que le gouvernement ne peut pas refuser de prendre un décret d'application (ou autre texte réglementaire) nécessaire à l'application d'une loi, et qu'un tel refus constitue même une faute susceptible de justifier une indemnisation,. Ce refus est donc annulé par le Conseil d'État. Depuis 1996, le refus est assorti d'une injonction à adopter le règlement d'application et peut être assorti d'une astreinte. En 2000, puis en 2004 dans une décision d'assemblée, le Conseil d'État déduit l'obligation d'exercer le pouvoir réglementaire de la Constitution.
Le Premier ministre François Fillon rédige et transmet aux ministres la circulaire du 29 février 2008 relative à l'application des lois, afin de les contraindre à « désigner, au sein de votre administration centrale, une structure clairement identifiée qui sera responsable de la coordination du travail d'application des lois pour l'ensemble de votre ministère ».
Afin de pallier ce problème, depuis septembre 2011, chaque loi récente dispose d'un échéancier d'application disponible dans le dossier législatif des lois publiées.
La Cour de cassation a, dans son arrêt no 15-12.120 du 12 mai 2016, indiqué qu'une loi qui attend son décret d'application peut être jugée comme étant entrée en vigueur, du moment qu'elle est suffisamment précise et que son entrée en vigueur ne dépend pas d'un décret d'application.
Cependant, une loi peut ne pas nécessiter de décret d'application, lorsqu'elle prévoit en son sein des dispositions précises portant application des articles du texte voté par le Parlement puis promulgué par le chef de l'État ou lorsque le législateur déclare qu'il n' y a pas besoin d'une telle mesure, au vu du domaine de compétences de la nouvelle loi.

## Taux d'exécution des lois

### Sous laXIVelégislature
| Date                                          | 31/12/2016 | 30/06/2016 | 31/12/2015 | 30/06/2015 | 31/12/2014 | 30/06/2014 | 31/12/2013 | 30/06/2013 |
| --------------------------------------------- | ---------- | ---------- | ---------- | ---------- | ---------- | ---------- | ---------- | ---------- |
| Taux d'exécution                              | 91 %       | 84 %       | 87 %       | 72 %       | 59 %       | 56 %       | 82 %       | 49 %       |
| Dispositions appelant un décret d'application | 2 524      | 2 205      | 1 517      | 1 478      | 1 064      | 582        | 255        | 166        |
| Dispositions ayant reçu application           | 2 295      | 1 859      | 1 320      | 1 063      | 632        | 325        | 208        | 81         |